# 73

## Evenimente
- Titus asediază cetatea Masada; după un lung asediu, apărătorii preferă să se omoare decât să devină robi.